# 汪莹纯
汪莹纯（1962年2月—），男，汉族，安徽宿松人，中华人民共和国政治人物。安徽农学院（现安徽农业大学）毕业，中央党校在职研究生学历。曾任中共安徽省委政法委常务副书记、安徽省人大常委会农业与农村工作委员会主任。

## 生平
1985年7月加入中国共产党，历任安徽省安庆地区宿松县计划委员会科员，安庆地区（市）农经委科员、副科长，安庆市政府办公室秘书、秘书科科长、办公室副主任，安庆市劳动局副局长、局长，中共枞阳县委副书记、县长，安庆市政府秘书长，安庆市政府咨询委员会副主任，中共桐城市委书记。2007年1月，任安庆市政府副市长。2008年8月，任安庆市委常委。2009年12月，任安庆市政府常务副市长。
2013年8月，任安徽省人民政府副秘书长。2016年12月，任安徽省环境保护厅厅长。2017年12月，任中共蚌埠市委书记。2020年12月，出任中共安徽省委政法委常务副书记。2022年3月，被任命为安徽省人大常委会农业与农村工作委员会主任。
2023年6月，汪莹纯因为涉嫌严重违纪违法，接受安徽省纪委监委纪律审查和监察调查。同年11月，被安徽省纪委监委开除党籍及公职。